# プレッシャーサポート
プレッシャーサポート換気（英: pressure support ventilation、PSV）はプレッシャーサポート（英: pressure support、PS）とも呼ばれ、自発呼吸を補助する人工呼吸器のモードの一種である。患者が毎回の呼吸を開始する都度、人工呼吸器があらかじめ設定された圧力値で呼吸を補助する。人工呼吸器のサポートにより、患者は自力で呼吸数と1回換気量を調節することもできる。
PSでは、設定された吸気圧サポートレベルは一定に保たれ、呼吸は減速する。患者のすべての呼吸に対してトリガー、すなわち呼吸補助がなされる。肺/胸郭の力学的特性と患者の呼吸努力に変化があると、送出される1回換気量が影響を受ける。ユーザーは、望ましい換気を得るために、圧力設定値を調整する必要がある。
PSは酸素化、換気を改善させる。また、PSは、間欠的強制換気と併用することで、呼吸仕事量全体を減少させる。